# سیارک ۱۹۶۴۰
سیارک ۱۹۶۴۰ (به انگلیسی: 19640 Ethanroth، نامگذاری:1999RP89) نوزده هزار و ششصد و چهلمین سیارک کشف شده‌است که در ۷ سپتامبر ۱۹۹۹ کشف شد.
قدر مطلق سیارک برابر ۱۶.۲ است.